# Tokaj InterCity
A Tokaj InterCity egy Budapestről Budapestre 2 óránként közlekedő Kör-IC járat. Napi 1 pár Keleti-Nyíregyháza között közlekedik, napi 1 Miskolcról Nyugati pályaudvarra közlekedik. Vonatszámuk a keletié IC 508-586, a nyugatié IC 650-688. Helyjegy váltása kötelező, kivéve Hajdúszoboszló és Debrecen, valamint Nyíregyháza és Szerencs között.

## Történet
1967. május 16-án indult próbaútjára Tokaj Expressz néven, majd két héttel később, a május 28-án életbe lépő új menetrenddel együtt kezdett hivatalosan is közlekedni Budapest-Keleti pályaudvarról Miskolcon át Nyíregyházára. 1991-ben megszűnt, majd 2001. május 31-én indult újra InterCity vonatként Budapest-Keleti pályaudvarról Miskolcon át Debrecenbe. 2004 és 2006 között csak Nyíregyházáig közlekedett. 2007. december 10-étől újra Debrecenig közlekedik. 2020. december 13-átől a Budapest-Keleti pályaudvarra közlekedő vonat Debrecen helyett Püspökladányból indul. Püspökladány és Debrecen között mindenhol megáll.
2022. április 3-tól az InterCity név egységesítése miatt a vonat 2 óránként közlekedik, illetve IC 682 számú vonat Püspökladány helyett Szolnoktól közlekedik. Szolnok és Debrecen között mindenhol megáll. December 11-étől a vonatok megállnak Hatvanban
2023. augusztus 28-tól IC 682 számú vonat Szolnok helyett Ceglédről indul és megáll Abonyban.
2024. április 7-től  IC 682 számú vonat Budapest-Nyugati pályaudvarról indul.

## Útvonal
A vonat Budapest-Keleti pályaudvarról indul Miskolc, Szerencs, Nyíregyháza, Debrecen és Szolnok érintésével közlekedik Budapest-Nyugati pályaudvarra, illetve fordított irányban is így közlekedik.

## Megállóhelyei
| Megállóhelyek        |
| -------------------- |
| 1. Budapest-Keleti   |
| 2. Hatvan            |
| 3. Füzesabony        |
| 4. Miskolc-Tiszai    |
| 5. Szerencs          |
| 6. Tokaj             |
| 7. Nyíregyháza       |
| 8. Debrecen          |
| 9. Hajdúszoboszló    |
| 10. Püspökladány     |
| 11. Szolnok          |
| 12. Cegléd           |
| 13. Ferihegy         |
| 14. Kőbánya-Kispest  |
| 15. Zugló            |
| 16. Budapest-Nyugati |

- IC 682 (Budapest-Keleti felé): Abony, Szajol, Törökszentmiklós, Fegyvernek-Örményes, Kisújszállás, Karcag, Kaba és Ebes
- IC 508 (nyíregyházi): Mezőkövesd és Rakamaz

## Vonatösszeállítás
Vonatösszeállítás 2024. december 15-étől: